# Skunk Anansie
Skunk Anansie (o SA) es una banda de rock/metal alternativo inglesa cuyos miembros son Skin (n. Deborah Dyer, 3 de agosto de 1967, Brixton), Cass (n. Richard Keith Lewis, 1 de septiembre de 1960, Londres), Ace (n. Martin Ivor Kent, 30 de marzo de 1967, Cheltenham) y Mark Richardson (n. 28 de mayo de 1970, Leeds).

## Historia y trayectoria
Skunk Anansie se formó en marzo de 1994, se disolvió en el 2001 y se volvió a formar en 2009. El nombre "Skunk Anansie" proviene de los cuentos folclóricos africanos sobre Anansi, el hombre araña, con “Skunk” (marihuana) agregado para "darle un aspecto más horrible".
Han publicado seis álbumes de estudio: Paranoid & Sunburnt (1995), Stoosh (1996), Post Orgasmic Chill (1999), Wonderlustre (2010), Black Traffic (2012) and Anarchytecture (2016); una recopilación, Smashes and Trashes (2009); y varios sencillos como "Charity", "Hedonism", "Selling Jesus" y "Weak".

A menudo son asociados con el movimiento Britrock, que funciona en forma paralela al Britpop. En el 2004, la banda fue denominada como una de las exitosas en las listas de éxitos del Reino Unido entre 1952 y el 2003 por el Guinness Book of British Hit Singles & Albums, con un total de 141 semanas de permanencia en las listas de ranking tanto de simples como de álbumes, colocándose en el puesto número 491. Cuando el libro publicó en el 2000 por primera vez la lista de los 500 más exitosos, solo incluía semanas de permanencia en el ranking de simples hasta la tabla número 17 correspondiente al año 2004. Su permanencia más prolongada fue en 1996 con el álbum Stoosh, que estuvo 55 semanas en el ranking, llegando al puesto número 9. La banda publicó su cuarto álbum de estudio, Wonderlustre (el primer álbum de estudio desde su relanzamiento), en el ámbito internacional, el 13 de septiembre de 2010, precedido por el lanzamiento en agosto de su primer disco simple, My Ugly Boy.

## Discografía
- Paranoid & Sunburnt (1995)
- Stoosh (1996)
- Post Orgasmic Chill (1999)
- Wonderlustre (2010)
- Black traffic (2012)
- Anarchytechture (2016)
- The painful truth (2025)